# Pasporta Servo
Pasporta Servo (servicio de pasaporte) es una red mundial a disposición de los hablantes de esperanto. Consiste en una lista con las direcciones de personas de diferentes partes del mundo que están dispuestas a aceptar huéspedes esperantistas. Esta lista la gestiona TEJO (Organización Mundial de Jóvenes Esperantistas).
Funciona desde 1974, aunque la primera vez la idea apareció con el nombre Programo Pasporto en 1966, y permite a sus miembros alojarse o recibir en sus casas a otros miembros, de forma gratuita (normalmente durante uno o dos días).
Las condiciones también están detalladas: por ejemplo, "sólo no fumadores", "máximo tres personas", "se permiten estancias largas", entre otras. El alojamiento es gratuito, y los anfitriones pueden también ofrecer alguna comida, transporte, o visitas al lugar.
El único requisito es que el invitado hable el idioma esperanto, ya que tanto la lista como la comunicación entre los participantes se hace en este idioma. No se requiere alojamiento recíproco.
A fecha de 2005, la lista contiene 1364 direcciones repartidas en 89 países. Sin embargo, la distribución geográfica no es proporcional con el número de habitantes. Por ejemplo, en 2004:
- 119 - Francia
- 98 - Alemania
- 78 - Ucrania
- 64 - Rusia
- 52 - Estados Unidos
- 42 - Países Bajos
- 34 - China
- 29 - Japón
- 28 - Irán
- 3 - India
- 67 - todos los de África
- 78 - todos los de América del Sur

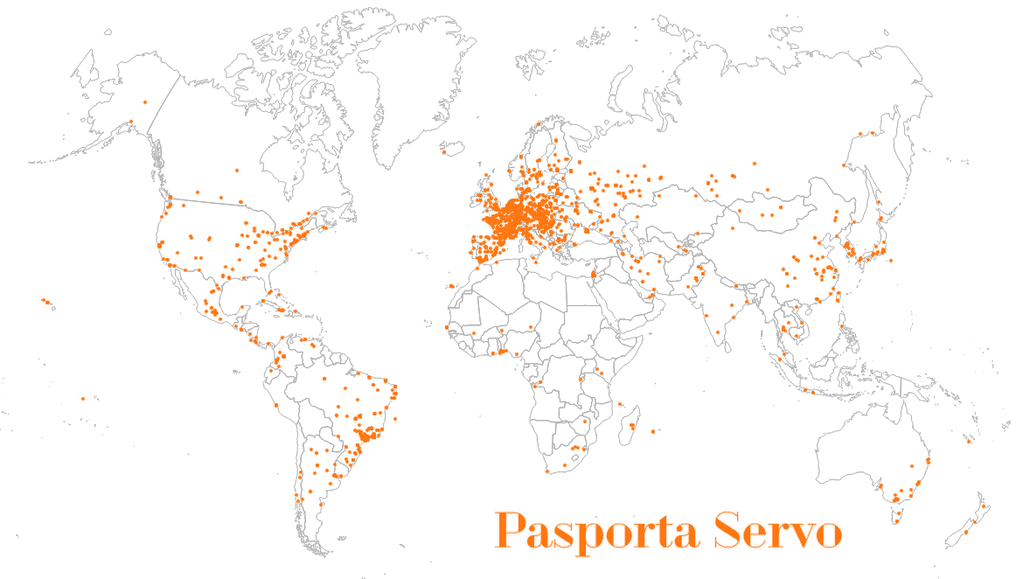
Mapa de los anfitriones de Pasporta Servo en 2015 (Esperantujo)

La finalidad de Pasporta Servo es que los participantes puedan practicar el esperanto hablado mientras conocen a gente de todas las culturas. Es también un ejemplo de la utilidad práctica del idioma esperanto. Más aún, para muchas personas interesadas en recorrer el mundo, este servicio ha sido la motivación para aprender esperanto.
En 2009, la TEJO lanzó Pasporta Servo 2.0, una versión en línea del servicio. De acuerdo a su anuncio inicial en 2008, el objetivo de este sitio es existir paralelamente con la versión impresa, con la ventaja de proveer actualización más rápidas sobre los huéspedes y las condiciones de hospedaje.